# Cseh Wikipédia
A cseh Wikipédia (cseh nyelven Česká Wikipedie) a Wikipédia projekt cseh nyelvű változata, egy szabadon szerkeszthető internetes enciklopédia. 2002 novemberében indult és 2011 januárjában már több mint 182 000 szócikket tartalmazott, mellyel a tizenhetedik helyet foglalja el a wikipédiák rangsorában.

## Mérföldkövek
- 2005. május. - Elkészül a 10 000. szócikk.
- 2005. december. - Elkészül a 20 000. szócikk.
- 2006. november 18. - Elkészül az 50 000. szócikk.
- 2008. június 19. - Elkészül a 100 000. szócikk.
- 2011. július 6. - Elkészült a 200 000. szócikk.
- 2014. július 24. - Elkészült a 300 000. szócikk.